# UTC−3

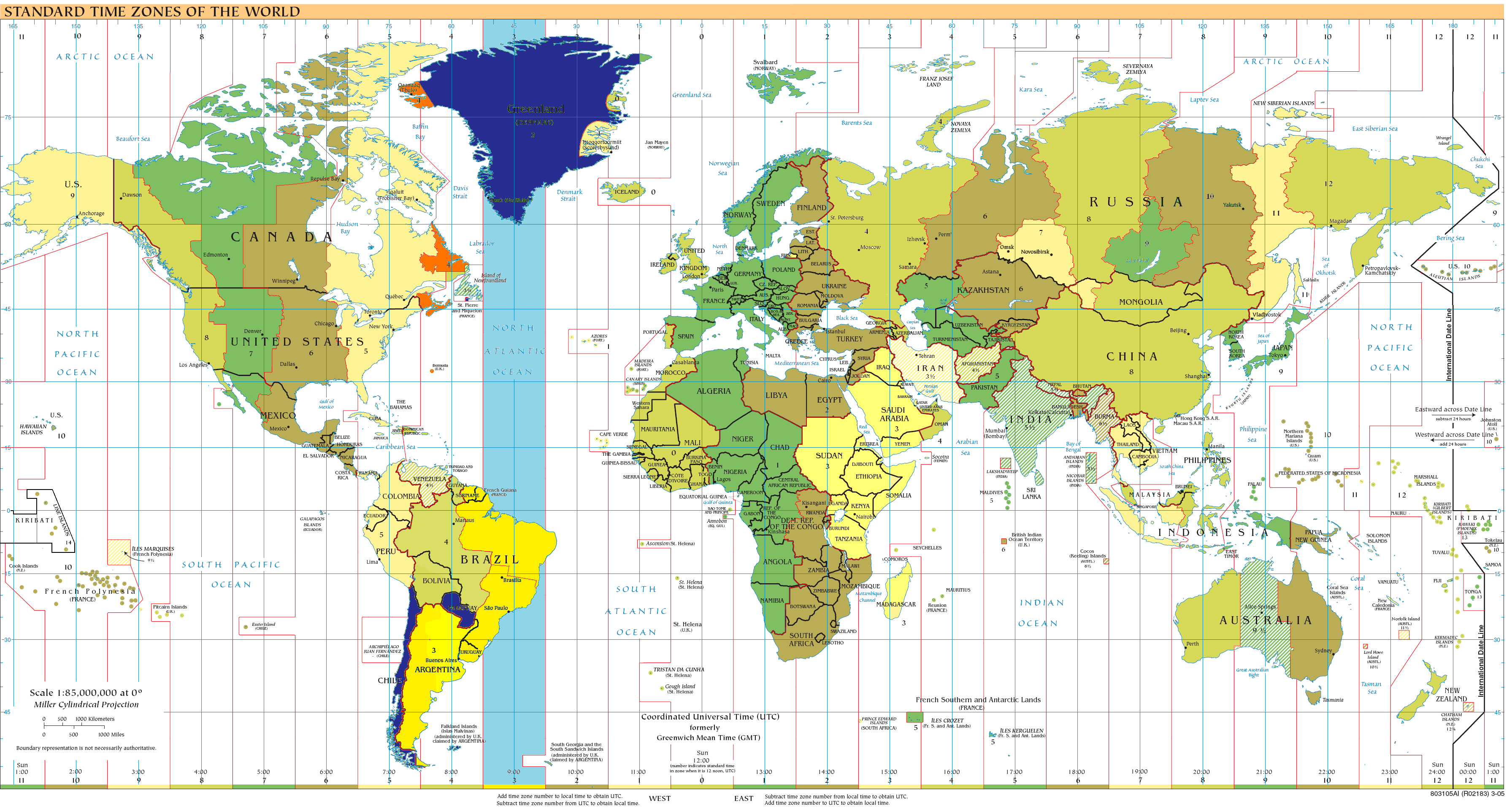
wintertijd noordelijk halfrond/zomertijd zuidelijk halfrond
wintertijd zuidelijk halfrond/zomertijd noordelijk halfrond
aan land, gehele jaar
op zee, gehele jaar

UTC−3 is de tijdzone voor:

## Landen en gebieden die geenzomertijdhebben
Deze landen en gebieden behoren het gehele jaar tot de tijdzone UTC−3:
- Argentinië - westelijke en zuidelijke provincies
  - Catamarca, Chubut, Jujuy, La Pampa, La Rioja, Mendoza, Neuquén, Río Negro, Salta, San Juan, San Luis, Santa Cruz, Tierra del Fuego
- Brazilië - noordoostelijke staten
  - Alagoas, Amapá, Bahia, Ceará, Maranhão, Pará, Paraíba, Pernambuco, Piauí, Rio Grande do Norte, Sergipe, Tocantins
- Chili (m.u.v. Paaseiland)
- Frans-Guyana
- Suriname

## Landen en gebieden diezomertijdhebben
De volgende landen en gebieden hebben zomertijd, maar behoren tot de tijdzone UTC−3 gedurende de winter, dat wil zeggen als standaardtijd van kracht is in deze gebieden.
- Argentinië - oostelijke provincies
  - Buenos Aires (stad), Buenos Aires (provincie), Chaco, Córdoba, Corrientes, Entre Ríos, Formosa, Misiones, Santa Fe, Santiago del Estero, Tucumán
- Brazilië - zuidoostelijke staten
  - Distrito Federal, Espírito Santo, Goiás, Minas Gerais, Paraná, Rio de Janeiro, Rio Grande do Sul, Santa Catarina, São Paulo
- Groenland: Nuuk (Zuid-Groenland)
- Uruguay